# Paramount Vantage
Paramount Vantage (antes conocido como Paramount Classics) fue una división de Paramount Pictures (que a su vez es propiedad de Paramount Global). Paramount Vantage producía, compraba y distribuía películas hechas por su casa matriz (Paramount Pictures). 

## Historia
Fue fundada en 1998. Lanzaba títulos del cine arte.
En 2006, el presidente de Paramount Classics, John Lesher anunció el cambio de nombre de Paramount Classics, convirtiéndolo en Paramount Vantage. La marca de Paramount Classics será usada para distribución de películas cortas, así como películas que están en un idioma extranjero.
Cesó sus operaciones en diciembre de 2013.

## Lanzamientos
- The Virgin Suicides
- Puedes contar conmigo (película de 2000)
- Northfork
- Better Luck Tomorrow
- Mean Creek
- El maquinista
- Mad Hot Ballroom
- Hustle & Flow
- Una Verdad Incomoda
- Babel
- Black Snake Moan
- No Country for Old Men
- Into The Wild
- 13
- Esperando a Superman